# Coupe de la Major League Soccer 2019
La Coupe de la Major League Soccer 2019 est la 24e édition de la Coupe de la Major League Soccer et se joue le 10 novembre 2019 entre les Sounders de Seattle, champions de la conférence de l'Ouest et le Toronto FC, champion de la conférence Est. La rencontre se joue sur le terrain de la meilleure équipe au bilan de la saison régulière, à savoir Seattle. 
Après 2016 et 2017, il s'agit de la troisième finale entre ces deux équipes, le bilan étant paritaire entre Seattle et Toronto, et pour la première fois, la confrontation se joue dans l'État de Washington.

## Parcours des finalistes
Note : dans les résultats ci-dessous, le score du finaliste est toujours donné en premier (D : domicile ; E : extérieur).
| Rang | Équipe                | Pts | J  | G  | N | P  | Bp | Bc | Diff |
| ---- | --------------------- | --- | -- | -- | - | -- | -- | -- | ---- |
| 1    | Los Angeles FC        | 72  | 34 | 21 | 9 | 4  | 85 | 37 | +48  |
| 2    | Sounders de Seattle   | 56  | 34 | 16 | 8 | 10 | 52 | 49 | +3   |
| 3    | Real Salt Lake        | 53  | 34 | 16 | 5 | 13 | 46 | 41 | +5   |
| 4    | Minnesota United      | 53  | 34 | 15 | 8 | 11 | 52 | 43 | +9   |
| 5    | Galaxy de Los Angeles | 51  | 34 | 16 | 3 | 15 | 58 | 59 | -1   |
| 6    | Timbers de Portland   | 49  | 34 | 14 | 7 | 13 | 52 | 49 | +3   |
| 7    | FC Dallas             | 48  | 34 | 13 | 9 | 12 | 54 | 46 | +8   |

| Rang | Équipe                               | Pts | J  | G  | N  | P  | Bp | Bc | Diff |
| ---- | ------------------------------------ | --- | -- | -- | -- | -- | -- | -- | ---- |
| 1    | New York City FC                     | 64  | 34 | 18 | 10 | 6  | 63 | 42 | +21  |
| 2    | Atlanta United T C                   | 58  | 34 | 18 | 4  | 12 | 58 | 43 | +15  |
| 3    | Union de Philadelphie                | 55  | 34 | 16 | 7  | 11 | 58 | 50 | +8   |
| 4    | Toronto FC                           | 50  | 34 | 13 | 11 | 10 | 57 | 52 | +5   |
| 5    | D.C. United                          | 50  | 34 | 13 | 11 | 10 | 42 | 38 | +4   |
| 6    | Red Bulls de New York                | 48  | 34 | 14 | 6  | 14 | 53 | 51 | +2   |
| 7    | Revolution de la Nouvelle-Angleterre | 45  | 34 | 11 | 12 | 11 | 50 | 57 | -7   |

### Confrontation en 2019
| Date          | Domicile            | Score | Extérieur  | Stade             |
| ------------- | ------------------- | ----- | ---------- | ----------------- |
| 13 avril 2019 | Sounders de Seattle | 3 - 2 | Toronto FC | CenturyLink Field |

## Feuille de match
Il s'agit de la troisième confrontation en séries éliminatoires entre ces deux équipes après les finales 2016 et 2017, toutes jouées à Toronto.
| Sounders de Seattle |

| Toronto FC |

| Sounders de Seattle |

| Toronto FC |

| G               | 24 | Stefan Frei      |       |       |
| DD              | 18 | Kelvin Leerdam   |       |       |
| DC              | 29 | Román Torres     |       |       |
| DC              | 20 | Kim Kee-hee      |       |       |
| DG              | 11 | Brad Smith       |       | 61e   |
| MC              | 4  | Gustav Svensson  |       |       |
| MC              | 7  | Cristian Roldan  |       |       |
| AD              | 33 | Joevin Jones     |       |       |
| MO              | 10 | Nicolás Lodeiro  |       |       |
| AG              | 13 | Jordan Morris    |       | 85e   |
| A               | 9  | Raúl Ruidíaz     | 90+1e | 90+2e |
| Remplaçants :   |    |                  |       |       |
| G               | 35 | Bryan Meredith   |       |       |
| D               | 5  | Nouhou Tolo      |       |       |
| D               | 25 | Xavier Arreaga   |       | 90+2e |
| M               | 8  | Víctor Rodríguez |       | 61e   |
| M               | 19 | Harry Shipp      |       |       |
| M               | 21 | Jordy Delem      |       | 85e   |
| A               | 23 | Luis Silva       |       |       |
| Entraîneur :    |    |                  |       |       |
| Brian Schmetzer |    |                  |       |       |

| G             | 16 | Quentin Westberg  |     |     |
| DD            | 96 | Auro              |     |     |
| DC            | 23 | Chris Mavinga     |     |     |
| DC            | 44 | Omar Gonzalez     |     |     |
| DG            | 2  | Justin Morrow     |     |     |
| MC            | 8  | Marky Delgado     |     |     |
| MC            | 4  | Michael Bradley   |     |     |
| MC            | 21 | Jonathan Osorio   |     | 77e |
| AD            | 31 | Tsubasa Endoh     |     | 62e |
| AG            | 7  | Nicolas Benezet   |     | 68e |
| B             | 10 | Alejandro Pozuelo | 72e |     |
| Remplaçants : |    |                   |     |     |
| G             | 25 | Alex Bono         |     |     |
| D             | 26 | Laurent Ciman     |     |     |
| M             | 18 | Nick DeLeon       |     | 62e |
| M             | 22 | Richie Laryea     |     | 77e |
| A             | 9  | Erickson Gallardo |     |     |
| A             | 13 | Patrick Mullins   |     |     |
| A             | 17 | Jozy Altidore     |     | 68e |
| Entraîneur :  |    |                   |     |     |
| Greg Vanney   |    |                   |     |     |